# در روز روشن
در روز روشن (لهستانی: W biały dzień) یک فیلم درام تاریخی لهستانی است که در سال ۱۹۸۱ منتشر شد.

## گزیدهٔ بازیگران
- میخاو بایور
- کریستیانا یاندا
- گوستاف هولوبک
- کشیشتف کلبرگر
- ووادیسواف کووالسکی
- یان نووینسکی
- یژی راجیویوویچ
- یژی ترلا
- زبیگنیف زاپاشیه‌ویچ
- یولیوش ماخولسکی
- آندژی شالافسکی